# First Blood (band)
First Bloods is een Amerikaanse hardcore punkband uit San Francisco te Verenigde Staten. De band werd opgericht in 2002 door Carl Schwartz (ex-lid van de band Terror) en Doug Weber (toendertijd huidig lid van Terror), die daarvoor ook samen speelde bij de band Sworn Vengeance. De band bracht in 2003 hun eerste ep uit. Deze kreeg dezelfde naam als de band.

## Bandleden
- Carl Schwartz - Zang (2002-)
- Johan Vesters - Gitaar (2014-)
- Lordninnaum - Gitaar (2012-)
- Daiske Shibamori - Basgitaar (2017-)
- Joel Heijda - Drums (2017-)

### Ex-bandleden
- Eddie Virgil - Drums
- Anthony Pizzarelli - Basgitaar
- Manuel Peralez - Gitaar
- Kyle Dixon - Gitaar
- Doug Weber - Gitaar
- Daniel Fletcher - Gitaar
- Joe Ellis - Basgitaar
- Rhett Hornberger - Drums
- Bobby Blood - Drums
- John Torn - Basgitaar
- AJ Worrell - Drums

## Discografie

### Albums
- Killafornia (2006)
- Silence Is Betrayal (2010)
- Rules (2017)[2]

### Ep's
- First Blood (2003)